# Martin Badekow
Martin Badekow (geb. 1896 in Berlin; gest. 1983 ebenda) war ein deutscher Fotograf.

## Lebensweg
Martin Badekow begann im Jahr 1916 bei Otto Gerhard Uekerus (1918–1945) in Berlin eine Ausbildung zum Fotografen. Im Ersten Weltkrieg wurde Badekow zum Militär einberufen; er war Kriegsteilnehmer. Danach arbeitete er als selbstständiger Fotograf und bezog 1919 sein erstes Atelier am Kurfürstendamm 11; ein zweites folgte später am Kurfürstendamm 53. Dort nahm er unter anderem die später bekanntgewordenen Portraitfotos der jungen Marlene Dietrich auf. Er fotografierte auch zahlreiche damals bekannte, heute teils vergessene Tänzerinnen und Schauspielerinnen, darunter Irene Ambrus (1904–1990), Lilian Harvey (1906–1968), La Jana (1905–1940), Lya Mara (1893–1969), Edith Meinhard (1908–1968), Marietta Millner (1894–1929), Carola Neher (1900–1942), Anny Ondra (1902–1987), Lee Parry (1901–1977) und Katta Sterna (1897–1984). In den 1920er Jahren unterhielt Badekow eines der bekanntesten Berliner Porträt-Ateliers.
Im Januar 1920 wurde Badekow Mitglied der Deutschen Gesellschaft zur Förderung der Photographie e. V., Berlin.
Ende der 1920er Jahre wandte Badekow sich vermehrt der Mode-, Werbe- und Industriefotografie zu und fotografierte insbesondere Automobile.
Von 1927 bis 1933 arbeitete Badekow als Sportfotograf für verschiedene Zeitungen des Ullstein-Verlags, darunter die Berliner Illustrirte Zeitung. Sein letztes Fotoatelier betrieb er von 1930 bis 1933 am Kurfürstendamm 224.
Über Badekows Lebensweg in der Zeit des Nationalsozialismus ist nichts bekannt.
Nach dem Zweiten Weltkrieg gehörte Martin Badekow zu den Fotografen, die die Zerstörung Berlins fotografisch dokumentierten. Zusammen mit seinem Sohn Heinz Badekow arbeitete er für die Berliner Niederlassung der Associated Press als Bildberichterstatter und Kameramann.
Im Branchen-Adressbuch für Berlin, Ausgabe 1947/1948, sind die beiden Bild- und Filmberichterstatter Heinz und Martin Badekow mit der Adresse Mommsenstr. 21 in Berlin-Charlottenburg verzeichnet.
Ende Mai 1952 machte Badekow als Vertreter der United States Telenews Organisation, zusammen mit Carl Mydans vom Life-Magazin und Thomas Lambert vom Time-Magazin, Aufnahmen an der Sektorengrenze zwischen West- und Ost-Berlin, die zu dieser Zeit an der betreffenden Stelle aus einer Barriere aus Baumstämmen bestand. Ein Ost-Berliner Grenzpolizist, der die westlichen Journalisten bemerkte, feuerte einen Warnschuss aus seinem Gewehr ab, sprang über die Absperrung in den West-Sektor, ergriff dort eine Kamera, die Badekow auf dem Boden abgelegt hatte, und sprang mit ihr über die Barriere zurück in den Ost-Sektor. Einer von zwei herbeigeeilten sowjetischen Soldaten feuerte einen weiteren Warnschuss ab. Die Reporter liefen auseinander. Verletzt wurde niemand.
Ab 1958 arbeitete Badekow für die von ihm mitbegründete Abendschau des Fernsehprogramms des Senders Freies Berlin (SFB). Er blieb bis zu seinem 75. Lebensjahr beim SFB.
Martin Badekow starb 1983 in Berlin.
Der Nachlass von Martin Badekow befindet sich heute in der Sammlung Fotografie der Kunstbibliothek im Museum für Fotografie in Berlin.